# 대한민국 민법 제235조
대한민국 민법 제235조는 공용수의 용수권에 대한 소유권 조문이다. 이 법은 1997년 12월 13일 법률 제5454호로 타 법률에 따라 개정되어, 1998년 1월 1일부터 시행되었다.

## 조문
제235조(공용수의 용수권) 상린자는 그 공용에 속하는 원천이나 수도를 각수요의 정도에 응하여 타인의 용수를 방해하지 아니하는 범위내에서 각각 용수할 권리가 있다.

## 판례
온천에 관한 권리를 관습법상의 물권이라고 볼 수 없고 또한 온천수는 민법 제235조, 제236조 소정의 공용수 또는 생활상 필요한 용수에 해당하지 아니한다.
1. ↑  대법원 1970. 5. 26. 선고 69다1239 판결 광천방해배제